# M.Y.D.
M.Y.D. — аббревиатура от: Massachusetts Institute of Technology, Yale University и Duke University (MIT, Yale, Duke).
Бывает использована в лексиконе абитуриентов поступающих в данную тройку ВУЗов США.
Чаще всего звучит в постсоветском пространстве и из-за своего иностранного происхождения может иметь разные варианты произношения: Myd, M. Y. D., Mud (самые популярные варианты произношения)
Аббревиатура появилась относительно недавно (Предположительно в 2010-х годах) и имеет малое количество пользователей за счёт своей узкой направленности.